# Franc Perko
Franc Perko (Krka, 1929. november 19. – Ljubljana, 2008. február 20.) szlovén katolikus püspök, belgrádi érsek.

## Tanulmányok
Középiskolai tanulmányait Ljubljanában végezte el, majd 1949-ben lép be a szemináriumba. Tanulmányai alatt, a többi teológus hallgatóval együtt, az Állambiztonsági Szervezet állandó megfigyelése alatt állt. Kötelező katonai szolgálat miatt kénytelen megszakítani a teológiai tanulmányait. A katonaság alatt letartóztatják ellenséges propaganda vádjával. Börtönbüntetését Belgrádban, Pozsarevácon, Ljubljanában és Mariborban tölti. Három év után bocsátják feltételesen szabadlábra. A tanulmányait végül Ljubljanában fejezi be.
1965-1968 között Rómában a Keleti Intézetben a keleti egyházak teológiájából magisztrátust szerez.

## Pályafutása
1953. június 29-én szentelték pappá. 1964-től a ljubljanai Teológiai Fakultásán tanít, öt éven keresztül ennek az intézetnek a dékánja.

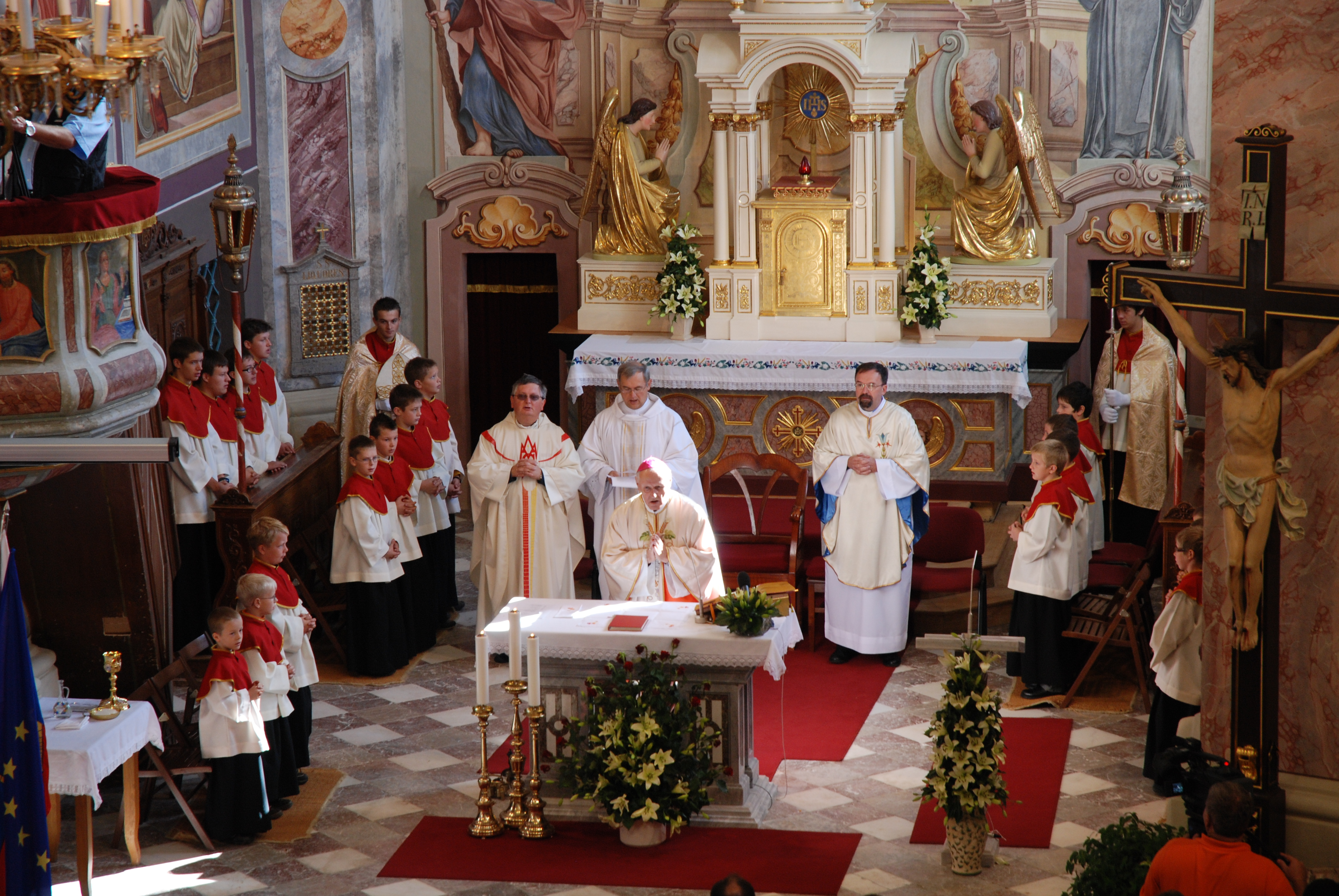
Nyugalmazott püspökként szentmisét celebrálva Bohinjban, 2007-ben

### Püspöki pályafutása
1986. december 16-án belgrádi érsekké nevezték ki. 1987. január 6-án szentelte püspökké II. János Pál pápa, Eduardo Martínez Somalo és José Tomás Sánchez érsekek segédletével.